# Leichtathletik-Weltmeisterschaften 2015/Teilnehmer (Eritrea)
| Gelbes Symbol für Goldmedaillen mit stilisierten Olympischen Ringen | Graues Symbol für Silbermedaillen mit stilisierten Olympischen Ringen | Braundes Symbol für Bronzemedaillen mit stilisierten Olympischen Ringen |
| ------------------------------------------------------------------- | --------------------------------------------------------------------- | ----------------------------------------------------------------------- |
| 1                                                                   | —                                                                     | —                                                                       |

Der Leichtathletikverband Eritreas nominierte neun Athleten für die Leichtathletik-Weltmeisterschaften 2015 in der chinesischen Hauptstadt Peking.

## Medaillen
Mit einer gewonnenen Goldmedaille belegte das Team Eritreas Rang 15 im Medaillenspiegel.

### Medaillengewinner

#### Gold
- Ghirmay Ghebreslassie: Marathon

## Ergebnisse

### Männer

#### Laufdisziplinen
| Athlet                | Disziplin | Vorlauf      | Vorlauf | Halbfinale | Halbfinale | Finale                  | Finale                  |
| Athlet                | Disziplin | Zeit         | Platz   | Zeit       | Platz      | Zeit                    | Platz                   |
| --------------------- | --------- | ------------ | ------- | ---------- | ---------- | ----------------------- | ----------------------- |
| Aron Kifle            | 5000 m    | 13:25,85 min | 11      |            |            | nicht qualifiziert      | nicht qualifiziert      |
| Abrar Osman           | 5000 m    | 13:45,55 min | 21      |            |            | nicht qualifiziert      | nicht qualifiziert      |
| Abrar Osman           | 10.000 m  |              |         |            |            | 27:43,21 min            | 6                       |
| Nguse Amlosom         | 10.000 m  |              |         |            |            | 28:14,72 min            | 13                      |
| Teklemariam Medhin    | 10.000 m  |              |         |            |            | 28:39,26 min            | 19                      |
| Beraki Beyene         | Marathon  |              |         |            |            | Wettkampf nicht beendet | Wettkampf nicht beendet |
| Ghirmay Ghebreslassie | Marathon  |              |         |            |            | 2:12:28 h               | Gold                    |
| Amanuel Mesel         | Marathon  |              |         |            |            | 2:15:07 h               | 9                       |

### Frauen

#### Laufdisziplinen
| Athletin           | Disziplin | Vorlauf | Vorlauf | Halbfinale | Halbfinale | Finale       | Finale |
| Athletin           | Disziplin | Zeit    | Platz   | Zeit       | Platz      | Zeit         | Platz  |
| ------------------ | --------- | ------- | ------- | ---------- | ---------- | ------------ | ------ |
| Nazret Weldu       | 10.000 m  |         |         |            |            | 35:14,18 min | 24     |
| Nebiat Habtemariam | Marathon  |         |         |            |            | 2:44:42 h    | 34     |